# HIP 102152
HIP 102152 (HD 197027) är en ensam stjärna i stjärnbilden Stenbocken. Den är nästan identisk med solen, förutom att den är fyra miljarder år äldre. Den har en skenbar magnitud av ca 9,15 och kräver ett teleskop för att kunna observeras. Baserat på parallax enligt Gaia Data Release 2 på ca 12,8 mas, beräknas den befinna sig på ett avstånd på ca 250 ljusår (ca 198 parsek) från solen. Den rör sig närmare solen med en heliocentrisk radialhastighet på ca -44 km/s.

## Egenskaper

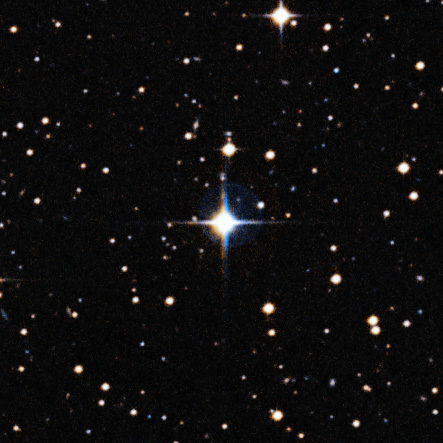
HD 197027
Foto: ESO/Digitized Sky Survey 2

HD 197027 är en solliknande gul till vit stjärna i huvudserien av spektralklass G3 V, som innehåller väldigt lite litium. Den har en massa som är ca 0,97 solmassor, en radie som är ca 1,1 solradier och har ca 1,2 gånger solens utstrålning av energi från dess fotosfär vid en effektiv temperatur av ca 5 800 K.